# The Vanishing (2024)
The Vanishing (Originaltitel: L'Effacement) ist ein Film von Karim Moussaoui, der Elemente von Drama und Thriller vereint und auf einem Roman von Samir Toumi basiert. Der Film mit Sammy Lechea und Zar Amir Ebrahimi in den Hauptrollen feierte 2024 seine Premiere und kam 2025 in französische Kinos.

## Handlung
Réda Belamri lebt bei seinen Eltern in einem bürgerlichen Viertel von Algier. Er ist einer jungen Frau versprochen, die dem gleichen sozialen Milieu entstammt wie er. Sein Vater Youcef leitet eines der größten Unternehmen Algeriens, in dem auch Réda in einer führenden Position arbeitet. Während sein Bruder Fayçal offen gegen den Vater rebelliert und das Elternhaus schließlich für immer verlässt, bleibt Réda zurück, auch wenn es in ihm brodelt, weil er sich unter der Fuchtel des Vaters befindet. Als der Vater eines Tages stirbt, verschwindet sonderbarerweise auch Rédas Spiegelbild.

## Entstehung

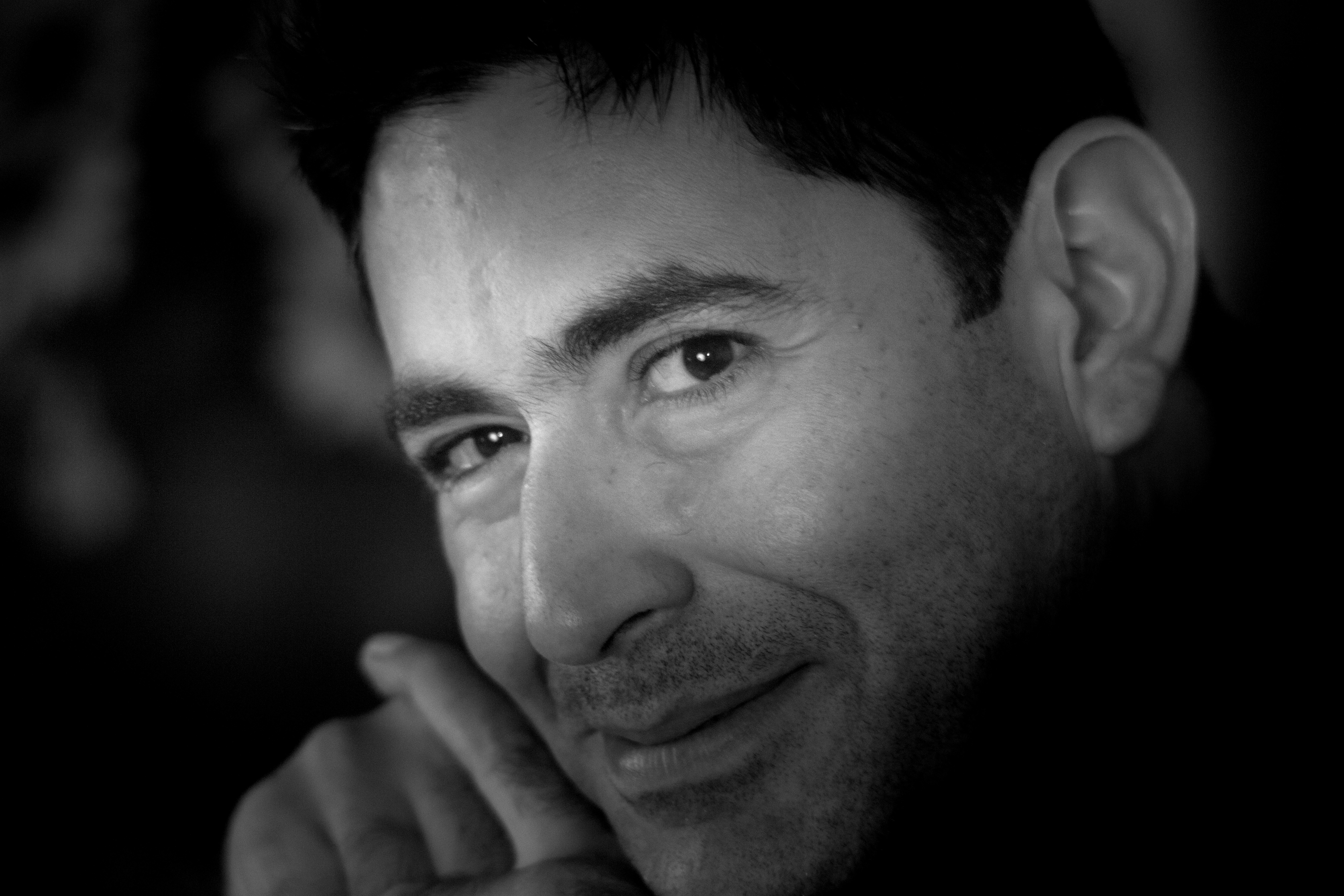
Der Film basiert auf dem Roman L’effacement von Samir Toumi

Der Film basiert auf dem Roman L’effacement von Samir Toumi, in dem ein junger Mann sich beim vergeblichen Versuch, in die Fußstapfen seines berühmten Vaters zu treten, zunehmend auflöst.

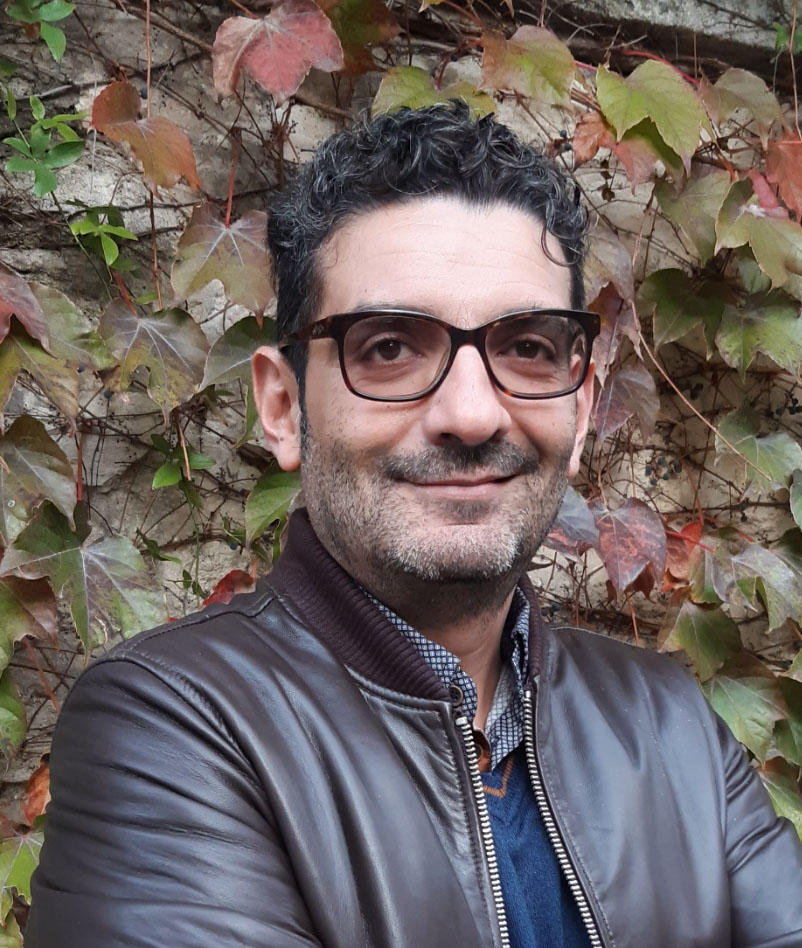
Regisseur Karim Moussaoui beim Festival cinémas d'Afrique

Regie führte der Algerier Karim Moussaoui. Es handelt sich um dessen zweiten Spielfilm nach Until The Birds Return. Gemeinsam mit Maud Ameline adaptierte er Toumis Roman für den Film. Mit ihr arbeitete er bereits für Until The Birds Return zusammen.
Sammy Lechea spielt in der Hauptrolle Réda Belamri. In der Vergangenheit war er in einigen Fernsehserien in Nebenrollen zu sehen.
Die Dreharbeiten begannen Mitte Oktober 2023 und fanden in Gafsa, 350 km südlich von Tunis, statt.
Als Kameramann fungierte der Franzose Kristy Baboul. Er studierte an der Fémis.
Die Filmmusik komponierte die Uruguayerin Florencia Di Concilio. Sie war zuletzt für die Filme Calamity – Martha Jane Cannarys Kindheit von Rémi Chayé und The Five Devils von Léa Mysius tätig. 

## Veröffentlichung
Die Premiere des Films fand am 27. August 2024 beim Festival du film francophone d’Angoulême statt. Ende September bis Anfang Oktober 2024 wurde er beim Filmfest Hamburg gezeigt. Anfang Dezember 2024 wurde er beim Internationalen Filmfestival Marrakesch vorgestellt. Am 7. Mai 2025 kam der Film in die französischen Kinos.
Eine deutschsprachige Fassung liegt bislang nicht vor. Der Film wurde weder synchronisiert noch mit deutschen Untertiteln veröffentlicht.

## Auszeichnungen
Karthago Filmfestival 2024
- Bester männlicher Hauptdarsteller (Sammy Lechea) (gewonnen)[10]

Festival du film francophone d’Angoulême 2024
- Nominierung im Wettbewerb[11]